# Аглаонике
Аглаонике (грч. Ἀγλαονίκη, Aglaoníkē) је била старогрчки астроном из 2. и 1. века пре нове ере. Њу у својим списима помињу Плутарх и Аполоније Рођанин као жену астронома и ћерку Хегетора (или Хегемона) из Тесалије. Сматрала се чаробницом која може да учини да Месец нестане што значи да је могла да предвиди време и област у којој ће се десити Помрачење Месеца.
Грчка пословица се односи на Аглаоникино наводно хваљење: "Да, као што Месец слуша Аглаонику". Бројне жене астролози су се сматрале чаробницама и доводиле у везу са Аглаоникијом. Биле су познате као "вештице Тесалије" и биле су активне од 3. до 1. века пре нове ере.
У Платоновој Горгији Сократ говори о "тесалонским чаробницама које, како кажу, спуштају Месец са неба".
Плутарх бележи да је она била "детаљно упућена са периодима када ће се пуном Месецу десити помрачење, и, знајући унапред време и место где ће Месец прекрити земљина сенка, обманила жене и натерала их да верују да може да спусти месец."
Један од кратера на Венери је назван по њој.